# Alexandriai keresztes háború
I. Péter ciprusi király keresztes háborúja 1365. nyár vége és október 16. között zajlott. A deklarált cél Jeruzsálem felszabadítása volt, de csak Alexandria kirablását eredményezte.

## Előzmények
I. Péter ciprusi király 1359. október 10-én, apja, IV. Hugó halála után lépett trónra. Névlegesen Jeruzsálem királya is volt. Ezt a koronát 1360. húsvét vasárnapján kapta meg a pápai legátustól Famagustában. Az új uralkodó elkötelezte magát a Szentföld felszabadítása mellett. 1361-ben serege elfoglalta Sataliát, és a Ciprustól északra fekvő tengert megtisztította a török hajóktól.
Péter 1362 és 1365 között, első ciprusi királyként, Európában tartózkodott. 1362. október 24-én indult el Páfoszból, és december 5-én érkezett meg Velencébe. Útközben megállt Rodoszon, és a Jeruzsálemi Szent János Ispotályos Lovagrend írásban vállalta, hogy részt vesz majd a tervezett hadjáratában. 1363 márciusában érkezett Avignonba, hogy megszerezze a pápai felhatalmazást a keresztes háború indításához. Március 31-én V. Orbán pápa utasítást adott a keresztes háború kihirdetésére, amely 1365 márciusában indul majd Jeruzsálem felszabadítására. Az egyházfő személyesen adta át a keresztet Péternek és II. János francia királynak, akit a hadjárat főparancsnokának nevezett ki.
Az 1360-os bretagne-i béke óta, amely egy időre véget vetett a százéves háborúnak, munka nélküli zsoldosok garázdálkodtak a Francia Királyságban, és a pápa abban bízott, hogy a keresztes háború majd elszívja őket. A nyugat-európai toborzás rosszul ment, így főleg ciprusiakból állt fel a keresztény had. 1364. április 8-án meghalt János, fia, V. Károly pedig hatalmának megszilárdításával töltötte uralma első hat évét, a keresztes háborúval nem tudott foglalkozni.

## A hadjárat
Péter 1365. június 27-én hajózott ki Velencéből, és Ciprusra utazott. A keresztény flotta eközben Rodosznál gyülekezett, a flotta úti célját titokban tartották. Péter IX. Lajos francia király első keresztes háborúja és az ötödik keresztes hadjárat alapján a Mamlúk Birodalom fontos kikötővárosát, Alexandriát nézte ki célpontnak, hogy azt bázisként használva támadja meg a Szentföldet.
1365. október 10-én a több mint 150 hajóból álló flotta megérkezett Alexandriába. Az ispotályosok négy gályát, több szállítóhajót és száz lovagot adtak a vállalkozásba. Utóbbiak váratlanul megtámadták a védők hátsó sorait, és ez lehetővé tette a teljes sereg partraszállását.
A várost feldúlták és kifosztották, majd október 16-án elhajóztak. A város olyan súlyos károkat szenvedett, hogy elvesztette kereskedelmi fontosságát. Úgy tűnik, hogy Péternek ez volt a valódi célja, mert Alexandria elpusztításával akarta visszaszerezni Famagusta szerepét a regionális kereskedelemben. Mivel Alexandria fontos partnere volt a Velencei Köztársaság és a Genovai Köztársaság kereskedőinek, ezért embargót vezettek be Ciprus ellen.